# Martin Adomeit
Martin Adomeit (* 9. Oktober 1963) ist ein deutscher Tischtennistrainer. Er führte das deutsche Damen-Nationalteam zu mehreren internationalen Erfolgen.

## Werdegang
Von 1978 bis 1980 arbeitete Martin Adomeit im Nachwuchsbereich der Vereine Soester TV und TuS Ampen. 1981 schloss er sich dem Verein TuS Jahn Soest an, der mit seinen Damen in der Bundesliga spielte. Hier trainierte er von 1981 bis 1996 den Nachwuchs. 1984 übernahm er zusätzlich das Traineramt der Damenmannschaft. Zudem war er von 1988 bis 1997 Honorartrainer des Westdeutschen Tischtennis-Verbandes WTTV.
1996 stieg Adomeit beim Deutschen Tischtennis-Bund DTTB als Assistenztrainer ein. 1997 beendete er alle bisherigen Aktivitäten bei den Vereinen und übernahm das Amt des Bundestrainers der Damen. Unter seiner Regie siegte das deutsche Damenteam dreimal hintereinander in der Europaliga. Zudem gewann es 1998 und 1999 den European Ladies Team Cup, bei der Europameisterschaft 1998 holte es Gold, 2000 Silber.
Im Oktober 2000 wurde Adomeit von Richard Prause als Damentrainer abgelöst. Zu den Gründen zählt die Enttäuschung darüber, dass das Damenteam bei der WM 2000 keine Medaille holte. Adomeit übernahm nun die Verantwortung für den weiblichen Nachwuchs.
Von August 2004 bis April 2007 arbeitete Adomeit als Nationaltrainer und Sportdirektor in Luxemburg.
Adomeit wohnt in Lippstadt.

## Auszeichnung
Die Mitglieder des Verbandes Deutscher Tischtennis-Trainer VDTT wählten Adomeit 1999 zum Trainer des Jahres.